# Dziady (wędrowni żebracy)

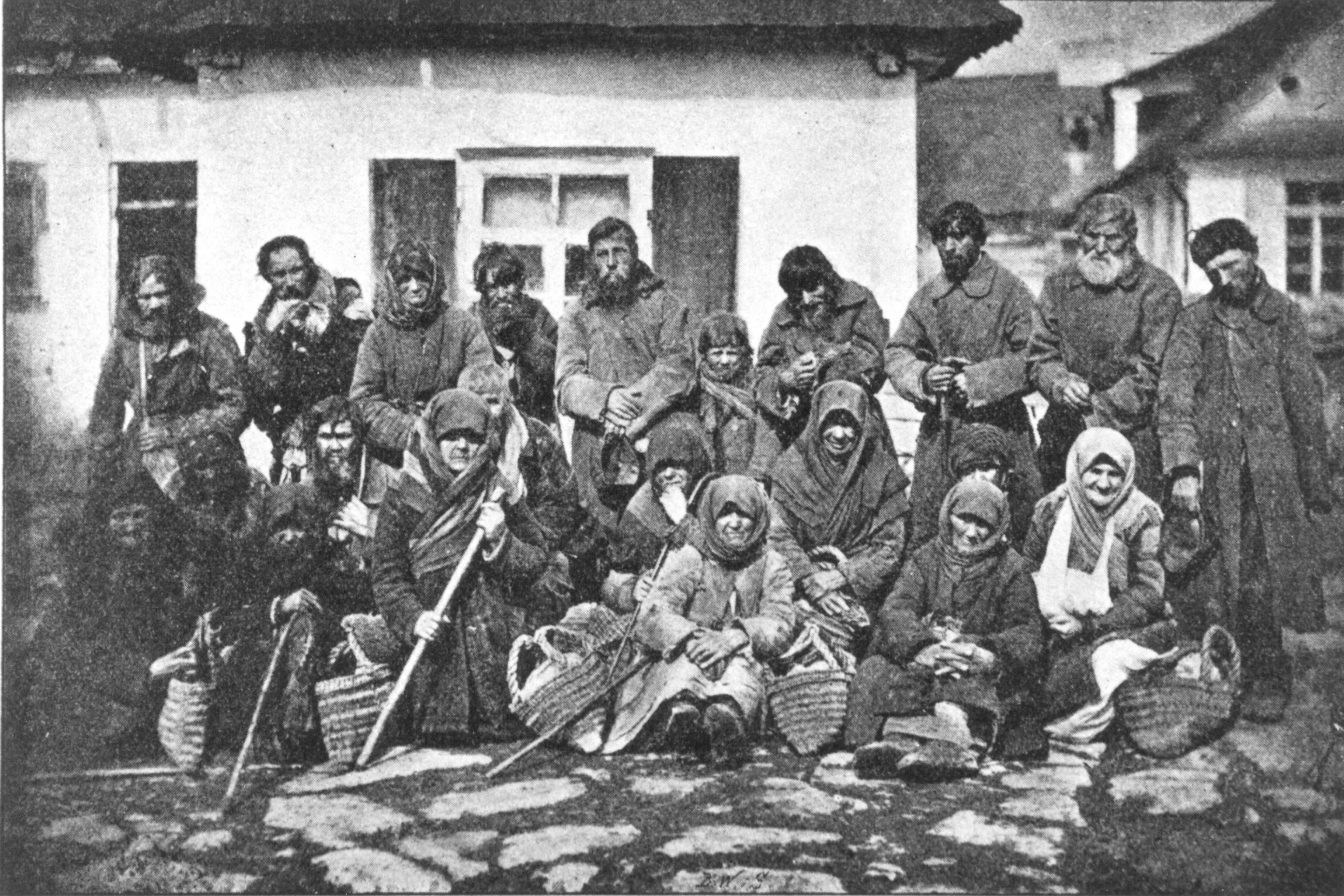
Michał Greim, Dziadowie-żebracy w okolicach Kamieńca Podolskiego (Ukraina), koniec XIX w.

Dziady – określenie używane powszechnie w wielu rejonach Polski (a także w innych krajach słowiańskich) w stosunku do wędrownych żebraków. Nazywanie żebraków dziadami związane było z wyobrażeniem, że mają oni cechy mediacyjne, są swego rodzaju łącznikami z „tamtym światem” oraz przedstawicielami zmarłych (dziadów-przodków).

## Działalność wędrownych żebraków
W tradycyjnych społecznościach wiejskich wędrowni dziadowie pełnili ważne funkcje społeczne. Nie byli oni postrzegani i traktowani jak „zwykli” żebracy, lecz jako pośrednicy między światem żywych i zmarłych. Dzięki nim można było w pewnym sensie nawiązać kontakt z przodkami i wypełnić wobec nich nakazane tradycją obowiązki (np. nakarmić). Wierzono też, że modlitwa dziadów ma szczególną moc, dlatego zwłaszcza w okresach świąt zadusznych (dziadów) zwracano się do nich z prośbą o wspominanie dusz przodków, wynagradzając jedzeniem lub datkami pieniężnymi. W niektórych rejonach dziadowie odgrywali też istotną rolę w obrzędach pogrzebowych – wynajmowano ich do „pilnowania” zwłok zmarłego albo zapraszano na specjalny rodzaj stypy (tzw. dziadowski obiad).

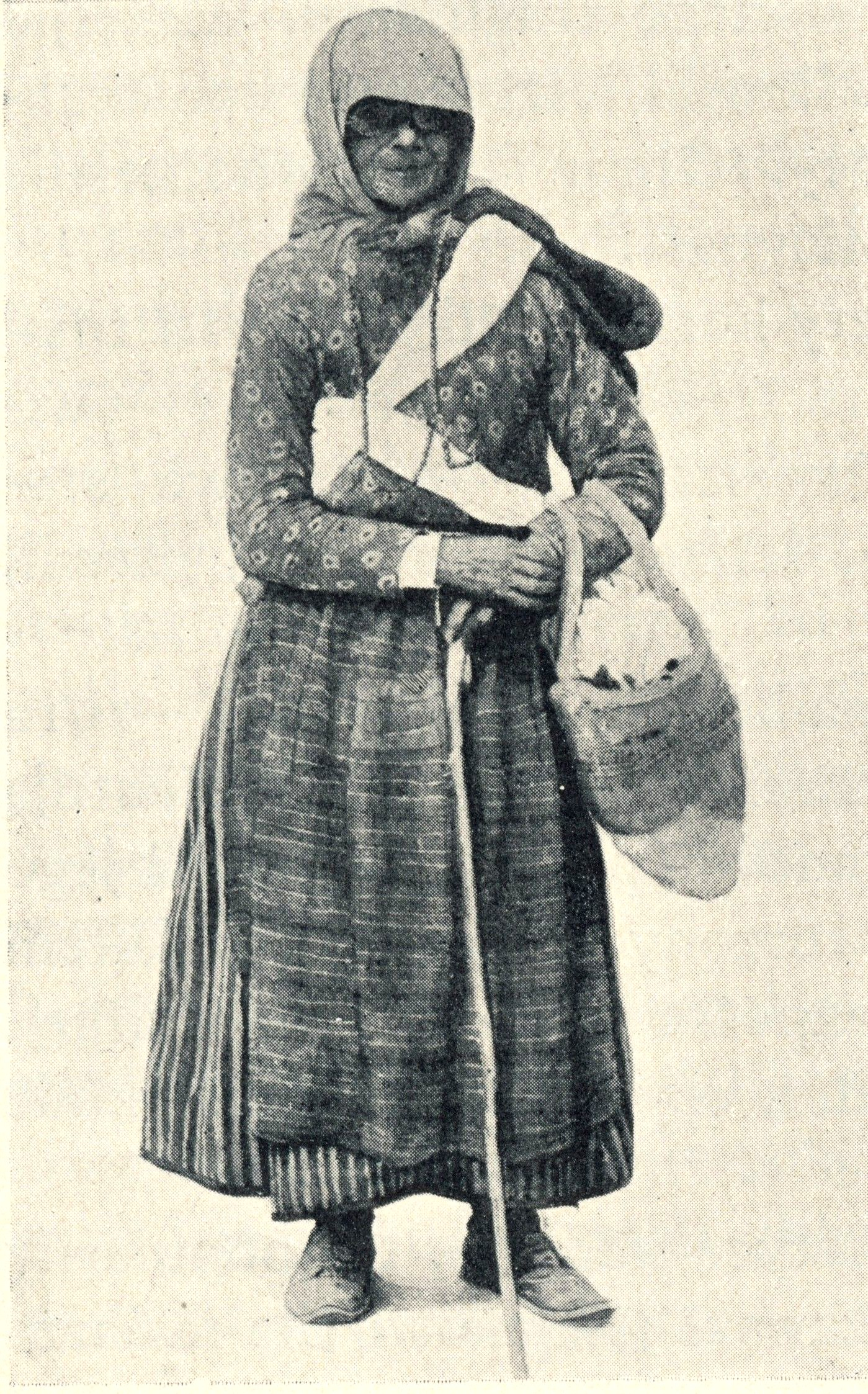
Wiejska żebraczka, akwarela Henryka Grombeckiego namalowana w 1912 roku w Klarysewie pod Warszawą

Dziadowie bardzo często byli również śpiewakami. Wykonywali w miejscach publicznych (zwłaszcza pod kościołami) rozmaite pieśni, głównie o tematyce religijnej i zabarwieniu moralizatorskim (np. o świętych, cudownych objawieniach, końcu świata, śmierci, upadku obyczajów), które powszechnie określa się mianem pieśni dziadowskich. Na terenach wschodnich podobny repertuar wykonywali z towarzyszeniem liry korbowej ukraińscy i białoruscy lirnicy, których często również nazywano dziadami, choć mimo pewnych podobieństw zasadniczo tworzyli oni osobną grupę o specyficznej, odmiennej kulturze i sposobach działania.
W osiadłych i mało mobilnych dawnych społecznościach wiejskich wędrowny dziad stanowił również jedno z niewielu źródeł informacji o świecie. Przynosił nowiny z bliższych i dalszych okolic, opowiadał o miejscach świętych, o życiu w innych stronach, a także o różnych niecodziennych wydarzeniach (np. objawieniach, wojnach, kataklizmach, morderstwach itp.). Niektórzy z dziadów zajmowali się też niekiedy drobnym handlem, sprzedając głównie różnego rodzaju dewocjonalia, choć nie należy mylić ich z wędrownymi kramarzami, którzy tworzyli odrębną grupę handlującą na jarmarkach i odpustach różnego rodzaju towarami.

## Społeczna pozycja dziadów

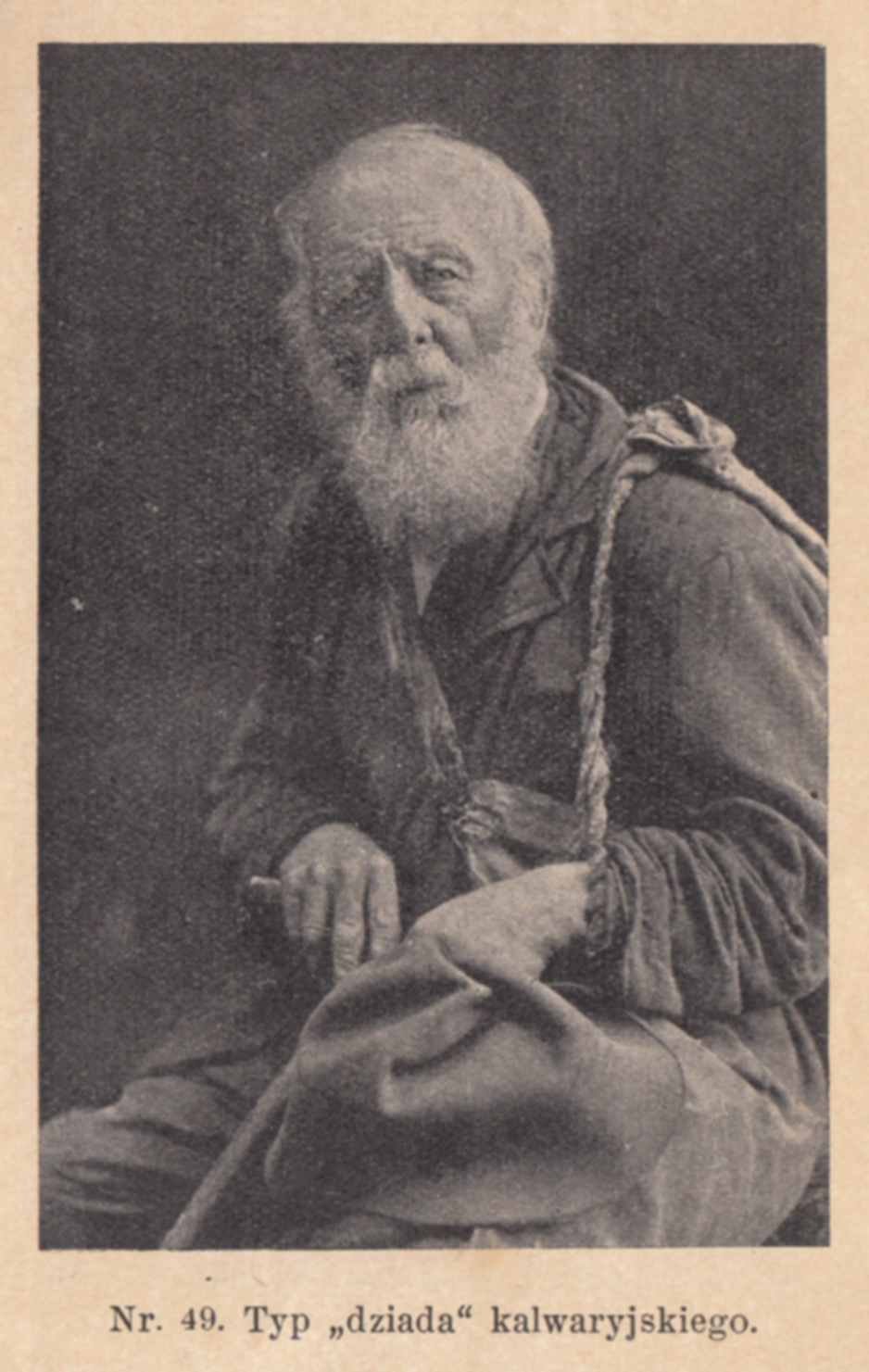
Dziad kalwaryjski

Dziadowie wywodzili się głównie ze społeczności wiejskich, spośród ludzi, którzy z różnych powodów (choroby, starość, brak pracy) nie mogli pracować na roli i w „dziadowskim rzemiośle” poszukiwali źródła utrzymania. Niekiedy znajdowali się jednak między nimi także ludzie z pewnym wykształceniem, których rozmaite koleje życiowe (udział w wojnach, utrata majątku, konflikty z prawem) zmusiły do podjęcia takiej działalności. Pozycja dziadów w tradycyjnych społecznościach wiejskich była zasadniczo bardzo wysoka. Z jednej strony szanowano ich jako pielgrzymów, „bożych wędrowców”, ludzi niemalże świętych, a przy tym posiadających szeroką wiedzę o sprawach „tego” i „tamtego” świata. Z tego powodu oczekiwano ich przybycia, chętnie przyjmowano do domów i hojnie obdarowywano. Z drugiej strony, obawiano się, że urażony dziad może być niebezpieczny i np. rzucić klątwę na mało gościnnego gospodarza. Dlatego też na wsi panowało dawniej powszechne przekonanie, że wędrownym dziadom nie można odmówić wsparcia.
W społecznościach miejskich i nowoczesnych dziadów traktowano z kolei bardzo często jako oszustów, którzy pod „płaszczykiem nędzy” szukają łatwego zarobku, w różny, często wyrafinowany sposób wykorzystując naiwność ludzką. Posądzano ich o rozmaitego rodzaju oszustwa (głównie symulowanie kalectwa), niecne występki (kradzieże, rozboje, czarownictwo) oraz o to, że prowadząc dobrze zorganizowaną działalność korporacyjną (cechy dziadowskie, królowie dziadowscy), dochodzą do znacznego bogactwa.
Kres działalności wędrownych dziadów położyła II wojna światowa oraz wywołane przez nią zmiany społeczno-polityczne. Wraz ze stopniowym rozpadem tradycyjnej kultury ludowej oraz zmianami technicznymi i światopoglądowymi wywołanymi modernizacją dziadowie przestali być postrzegani jako reprezentanci świata zmarłych lub pieśniarze i dostarczyciele nowin, a tym samym przestali pełnić ważne funkcje społeczne. Dodatkowo wprowadzony w Polsce ustrój socjalistyczny zakładał planową likwidację „procederu żebractwa”, co znacząco utrudniało życie ostatnim reprezentantom tej profesji.

## Postać dziada w literaturze
Postać wędrownego dziada-żebraka była częstym motywem literackim. Już w okresie staropolskim pojawiają się pierwsze satyryczne dialogi ukazujące środowisko dziadowskie w sposób parodystyczny (Peregrynacja dziadowska, Tragedia żebracza). W późniejszych okresach spotkać można wiele utworów, w których wędrowni żebracy odgrywają większą lub mniejszą rolę; do najbardziej znanych należą powieści Józefa Dzierzkowskiego (Król dziadów), Ignacego Kraszewskiego (Zygmuntowskie czasy), Edwarda Redlińskiego (Konopielka) i Tadeusza Nowaka (Wniebogłosy).